# Абзаково (Учалинський район)
Абза́ково (рос. Абзаково, башк. Абҙаҡ) — присілок у складі Учалинського району Башкортостану, Росія.
Населення — 500 осіб (2010; 490 в 2002).
Національний склад:
- башкири — 99%